# Cardamine concatenata
Cardamine concatenata es una especie de planta de flores perteneciente a la familia Brassicaceae, es nativa del este de Norteamérica.

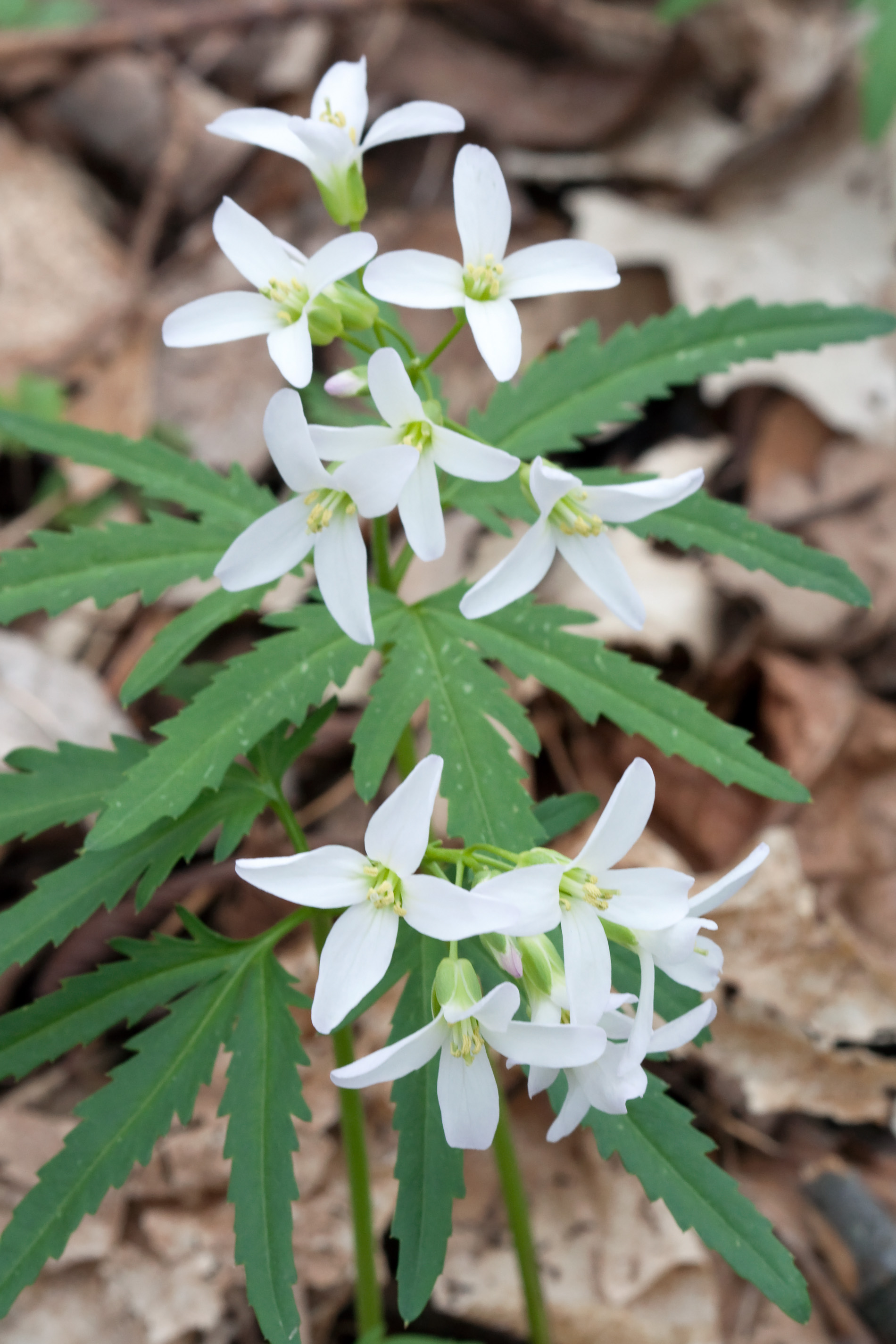
Vista de las flores

## Descripción
Es una planta herbácea perenne de los bosques del este de Norteamérica. Florece en la primavera temprana y es una planta efímera. Las partes aéreas de la planta, que alcanza los  20-40 cm de altura se elevan de un rizoma. Las hojas tienen un largo peciolo, palmedadas, divididas en cinco segmentos muy dentadas en los márgenes.Las flores son blancas o rosas y se elevas sobre el follaje en una espiga. El fruto es una vaina alargada que puede alcanzar los 4 cm de longitud.  

## Taxonomía
Cardamine concatenata fue descrito por (Michx. ) O.Schwarz y publicado en Repertorium Specierum Novarum Regni Vegetabilis 46(1155–1167): 188. 1939.
Etimología
Cardamine: nombre genérico que deriva del griego kardamon  = "cardamomo" - una planta independiente en la familia del jengibre, usado como condimento picante en la cocina. 
concatenata: epíteto latino 
Sinonimia
- Cardamine laciniata (Muhl. ex Willd.) Alph.Wood
- Cardamine laciniata (Muhl. ex Willd.) Wood, A.W.
- Cardamine laciniata var. integra O.E.Schulz
- Dentaria concatenata Michx.[2]